# Charity Shopping
Charity Shopping ist ein Anglizismus und beschreibt die Möglichkeit, bei Einkäufen gemeinnützige Einrichtungen finanziell zu unterstützen. Für Verkäufer ist „charity selling“ eine Vertriebsmethode; für die gemeinnützige Einrichtungen ist es eine Fundraisingmethode. 

## Grundprinzip
Beim Charity Shopping verpflichten sich Anbieter, einen bestimmten Prozentsatz des Kaufpreises an eine gemeinnützige Einrichtung abzuführen. Bei Preisvergleichsportalen und Werbeplattformen, die bei jedem vermittelten Einkauf im Rahmen des Affiliate-Marketing eine Provision vom Händler bekommen, ist es ein Prozentsatz von dieser Provision. Der Käufer bestimmt, welche Organisation bedacht wird. Diese muss allerdings auf dem Portal angemeldet sein. Eine Ausnahme gibt es bei Provisionen von Produkten, die der Buchpreisbindung unterliegen. Diese Provisionen behalten die Plattformen ein, da sie auf Grund der Buchpreisbindung nicht ausgeschüttet werden dürfen.

## Begünstigte Charities
Begünstigt werden können Charities aus allen Bereichen: Bildung, Sport, Tierschutz, Kirche, humanitäre Hilfe u. a.